# Blackburn Cubaroo
Blackburn T.4 Cubaroo là một mẫu thử máy bay ném bom ngư lôi hai tầng cánh Anh trong thập niên 1920.

## Quốc gia sử dụng
Anh Quốc
- Không quân Hoàng gia

## Tính năng kỹ chiến thuật (Cubaroo)
Dữ liệu lấy từ The British Bomber since 1914 
Đặc điểm tổng quát
- Kíp lái: 4
- Chiều dài: 54 ft 0 in (16,46 m)
- Sải cánh: 88 ft 0 in (26,83 m)
- Chiều cao: 19 ft 4 in (5,89 m)
- Trọng lượng rỗng: 9.632 lb (4.378 kg)
- Trọng lượng cất cánh tối đa: 19.020 lb (8.645 kg)
- Động cơ: 1 × Napier Cub kiểu động cơ X 16 xy-lanh, làm mát bằng nước, 1.000 hp (746 kW)

 Hiệu suất bay 
- Vận tốc cực đại: 100 kn (115 mph, 185 km/h)
- Tầm bay: 1.565 nmi (1.800 mi, 2.900 km)
- Thời gian bay: 10 h [2]
- Trần bay: 11.800 ft (3.600 m)

Trang bị vũ khí

- 3 × súng máy Lewis .303 in (7,7 mm)
- 1 × ngư lôi 21 in (533 mm)

hoặc
- 4 × quả bom 551 lb (250 kg)